# フシャ＝クルヤ
フシャ＝クルヤ（アルバニア語: Fushë-Krujë）はアルバニア中西部ドゥラス州の、クルヤ自治体にある行政単位の一つ。
クルヤ自治体の北東端にあり、首都ティラナに近く、アドリア海からは東に離れている。2011年末の人口は18,477人であった。
2007年6月10日にアメリカ合衆国の大統領のジョージ・W・ブッシュが訪問し、これを記念して2011年にブッシュの銅像が立てられた。